# اما جانسون
اما جانسون (انگلیسی: Emma Jansson؛ زادهٔ ۹ مهٔ ۱۹۹۶) بازیکن فوتبال اهل سوئد است.
وی همچنین در تیم‌های ملی فوتبال تیم ملی فوتبال زنان زیر ۱۹ سال سوئد و تیم ملی فوتبال زیر ۲۳ سال زنان سوئد بازی کرده‌است.